# Pannelli radianti

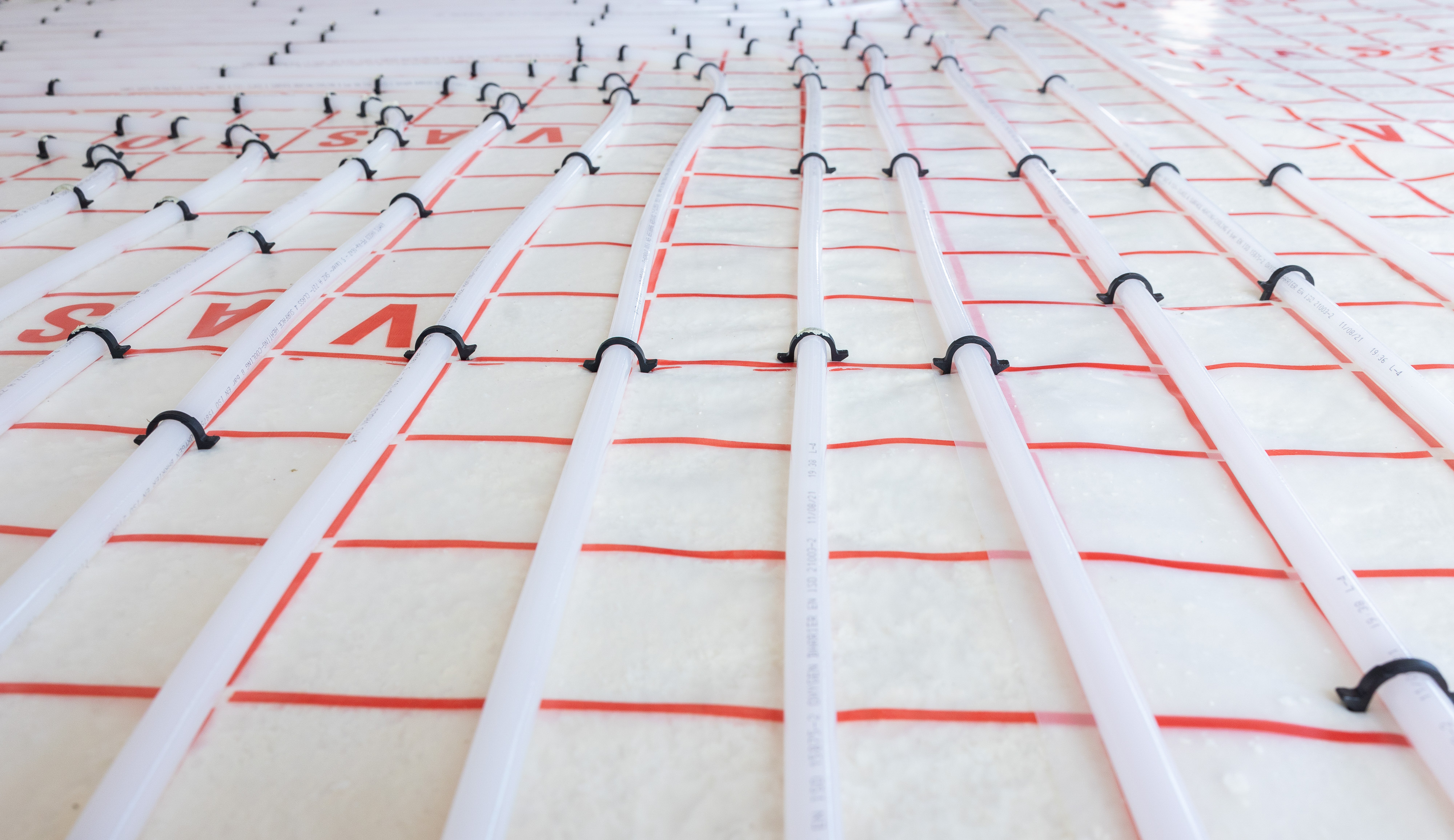
Pannello radiante a pavimento durante la sua realizzazione

I pannelli radianti sono sistemi di riscaldamento che utilizzano il calore proveniente da tubazioni collocate dietro le superfici dell'ambiente da riscaldare.

## Tipologie
Si suddividono generalmente in tre categorie:
- Pannelli radianti a pavimento
- Pannelli radianti a parete (o con listello radiante a battiscopa)
- Pannelli radianti a soffitto

## Pannelli radianti a pavimento

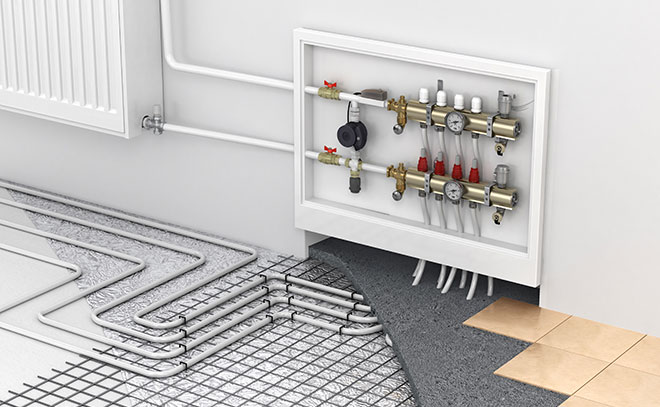
Riscaldamento a pavimento

mini|Thermische Stellantriebe
Il principio si basa sulla circolazione di acqua calda a bassa temperatura (in genere tra i 30 e i 35 °C) in un circuito chiuso, che si sviluppa coprendo una superficie radiante molto elevata. Il calore dell’acqua che passa nella serpentina sotto il pavimento viene trasmesso via via verso l'alto, fino a riscaldare l’ambiente della stanza in maniera costante e uniforme.

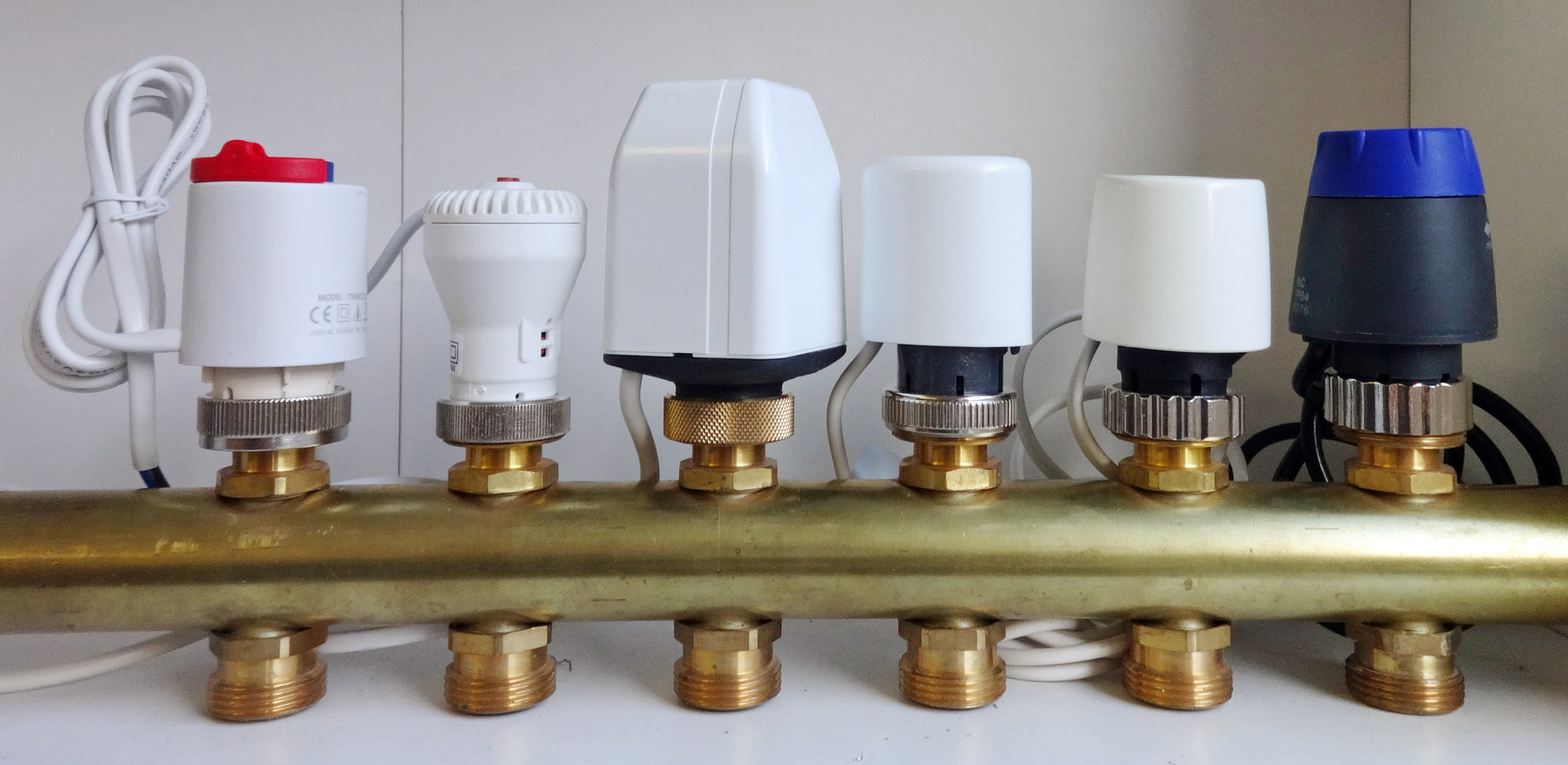

Vi sono attualmente sistemi che utilizzano l'energia elettrica, sistemi composti da cavi scaldanti o strisce di vario genere, anche se il principio è quello tecnico/scientifico dell'effetto joule (sinteticamente: un conduttore attraversato da una corrente elettrica dissipa energia sotto forma di calore). 
Le disposizioni possibili delle tubazioni sono due: 
- a spirale (o chiocciola), dove i tubi di mandata viaggiano paralleli a quelli di ritorno,
- a serpentina, dove i tubi vengono posati a zig-zag

### Tecniche base di realizzazione
Vi sono diversi tipi di struttura di pavimenti radianti: la norma UNI EN 1264 (parte 1 e 4) ne distingue tre:
- Tipo A: Impianti con tubi annegati nello strato di supporto
- Tipo B: Impianti con tubi sotto lo strato di supporto
- Tipo C: impianti annegati in uno strato livellante, in cui lo strato aderisce ad un doppio strato di separazione.

Nella versione più semplice (tipo A), il sistema viene realizzato inserendo un isolante sopra la soletta portante del pavimento; il materiale più diffuso è il polistirene espanso in lastre, lisce o con sagomature particolari, ma sono presenti sul mercato anche la fibra di legno, il sughero, il poliuretano e altri. Al di sopra dell'isolante vengono posate le tubazioni o i conduttori scaldanti, che vengono annegate completamente nello strato di supporto (il "massetto"), generalmente costituito da calcestruzzo. Infine, si ricopre il massetto con il rivestimento finale: solitamente piastrelle, ma anche parquet, linoleum, moquette, ecc.
Le tubazioni previste dalla norma per impianti ad acqua sono di polietilene reticolato (PE-X), polibutilene (PB), polipropilene (PP), rame; l'uso dell'acciaio è stato abbandonato, sebbene i primissimi impianti fossero eseguiti con questo materiale. Il passo di posa è variabile, perfino all'interno dello stesso locale: il progettista può scegliere di infittire i passi laddove è necessaria una maggiore emissione termica, cioè vicino alle pareti esterne. Per impianti realizzati con conduttori elettrici specifici, il sistema di installazione non varia, ma essendo essi di più facile lavorabilità, la realizzazione di un impianto risulta più semplice e veloce.
Per gli impianti ad acqua, le tubazioni in materiale plastico, in particolare quelle in PE-X, sono le più comuni: essendo flessibili e leggere, hanno una maggiore facilità di posa; esse devono essere dotate di uno strato barriera all'ossigeno, per proteggere l'impianto dalla corrosione. Seppure meno diffuse sul mercato, vengono installate anche tubazioni in rame. Il vantaggio di queste consiste nella loro altissima conduttività termica (390 W/(m*K)), che permette una efficienza altrimenti non raggiungibile; il rame ha passi più ampi (in genere 20–25 cm), è impermeabile all'ossigeno e presenta una dilatazione termica più vicina a quella del massetto in cui è immerso.
Dal punto di vista storico, il primo edificio italiano di una certa importanza riscaldato con pannelli radianti è stato il Duomo di Lodi, per il quale nei primi anni sessanta è stato scelto un impianto in rame, tuttora funzionante.

### Con o senza massetto
Una delle domande principali sull'installazione di pannelli radianti a pavimento riguarda la scelta di inserire o non inserire uno strato di massetto tra l'impianto e la pavimentazione.
La maggior parte dei sistemi a pavimento sono posati con uno strato di massetto sopra per creare una superficie piana e regolare su cui posare il pavimento. L'aggiunta di questo elemento edilizio richiede anche un mese di tempo: è importante che il cemento asciughi a dovere prima di posare il rivestimento desiderato.
Inoltre il massetto può appesantire la struttura, un fattore importante se i pannelli vengono posati ai piani alti. Un massetto cementizio aumenta anche l'inerzia termica dell'impianto, raccogliendo il calore e rilasciandolo nell'aria più lentamente, un aspetto da non sottovalutare se serve un impianto di riscaldamento reattivo e per poche ore al giorno. Infine aumenta lo spessore finale del pavimento, un aspetto da non sottovalutare in fase di ristrutturazione. Il lato positivo è il minor costo del materiale di realizzazione.
Negli impianti con pannelli radianti a pavimento senza massetto la serpentina di tubazioni è rivestita di solito con uno speciale foglio di alluminio, che aiuta il calore a propagarsi in maniera più uniforme su tutta la superficie del pavimento.
Il pavimento radiale senza massetto (detto anche a secco per distinguerlo dal sistema con massetto) è preferibile per il minor peso che apporta alla superficie piana dell’edificio. Per di più impiega meno tempo ad asciugare rispetto al calcestruzzo, prima di poter essere calpestato. L'assenza dell'elemento cementizio migliora i tempi di risposta del sistema di riscaldamento e abbassa la sua inerzia termica. Tuttavia l'installazione risulta molto più dispendiosa per via dei materiali tecnici adoperati.

### Vantaggi

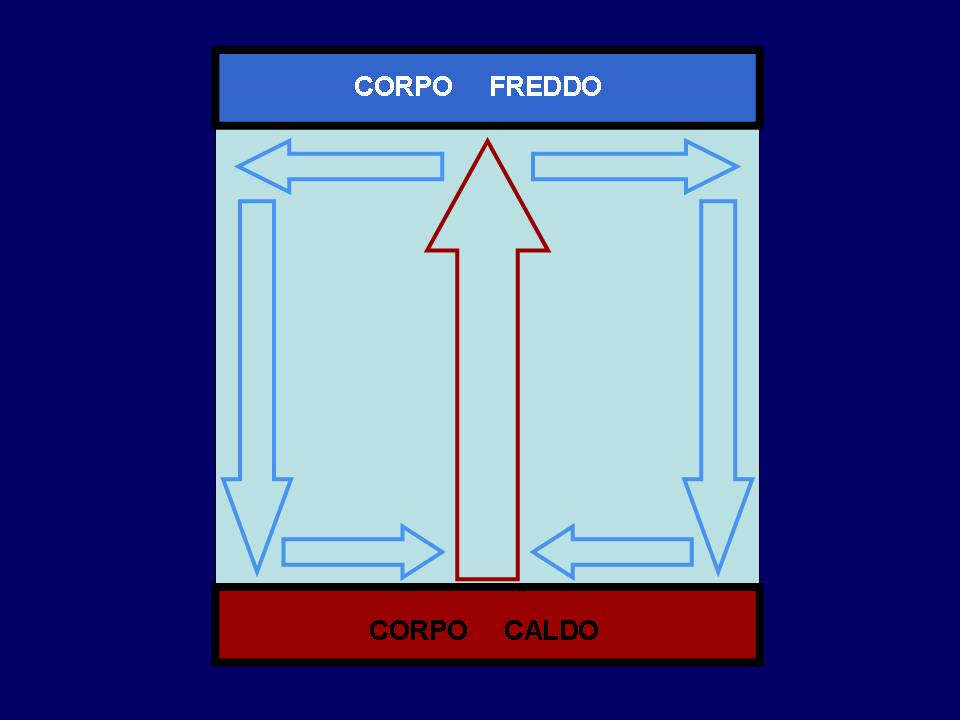
Moto convettivo

Rispetto ai tradizionali corpi scaldanti, cioè i radiatori, il pavimento radiante ha i seguenti vantaggi:
- Minori costi di esercizio sul funzionamento 24h su 24h se paragonato ai tradizionali corpi scaldanti. Questo perché è un sistema a bassa temperatura, con tubazioni o conduttori elettrici che lavorano a circa 30-40 °C (nei comuni caloriferi: 60-75 °C). È stato calcolato che un riscaldamento a pavimento consente una diminuzione delle spese energetiche del 30% [senza fonte] rispetto ad un normale e tradizionale riscaldamento.
- Assenza di costi di manutenzione in quanto le tubazioni sono annegate nel pavimento e non richiedono alcun intervento di manutenzione periodico (per lo stesso motivo bisogna che i materiali utilizzati siano di prima qualità e posati solo da personale specializzato, in quanto eventuali perdite nel pavimento porterebbero a costi di riparazione elevatissimi che vanificherebbero tutti i vantaggi iniziali).
- Distribuzione del calore più uniforme rispetto ad altri sistemi di distribuzione che prevedono fonti di calore localizzate.
- Gradienti termici verticali in linea di massima più contenuti grazie alle basse temperature di esercizio.
- Mancanza di elementi che occupano spazio sulle pareti come i radiatori e in più essendo nascosti sotto il pavimento non presentano alcun impatto visivo.
- Nessun moto convettivo dell'aria. Le polveri e i batteri contenuti nella stanza non vengono spostati dai moti di aria calda e fredda (come nel caso dei radiatori), con un beneficio sulla salute della persona, soprattutto per chi soffre di allergia.

Una nota per quanto riguarda i vantaggi degli impianti elettrici di riscaldamento è che oltre a sfruttare il solito concetto di quelli ad acqua, non necessitano né di caldaia, né di canna fumaria né di tubazioni di distribuzione e non hanno bisogno di alcun tipo di manutenzione. Sul fronte economico il riscaldamento elettrico ha dei costi elevati, pertanto è interessante solo dove l'energia elettrica è abbondante ed economica. In Francia, ad esempio, questo sistema è reso conveniente dal massiccio impiego di energia nucleare e dall'esigenza di smaltire l'energia prodotta in eccesso durante le ore notturne.
Discorso differente necessita la pompa di calore, in quanto pur alimentata a corrente, rimane il sistema più efficiente attualmente (gen 2017) in commercio. Tale sistema può portare un ulteriore risparmio del 40%.

### Svantaggi
Analogamente, il sistema a pannelli radianti presenta svantaggi da tenere presenti:
- Costi di realizzazione superiori: sono più elevati poiché è presente più materiale e maggiore risulta la relativa manodopera che deve essere necessariamente specializzata.
- Costi elevati di progettazione: necessità di una progettazione accurata e personalizzata: temperature superficiali del pavimento che si discostano dall'ottimale anche solo di qualche grado possono risultare non gradite agli occupanti del locale.
- Sistema di regolazione rigida: la regolazione in genere è affidata a complesse centraline programmabili che tengono conto di molte variabili sia interne che esterne al sistema edificio-ambiente. La sua inerzia termica elevata, inoltre, non consente un abbassamento o innalzamento della temperatura in maniera repentina.
- Alta inerzia termica: il sistema a pannelli radianti ha un'alta inerzia termica: ciò significa che devono funzionare 24h su 24h per raggiungere l'efficienza voluta. Ne consegue che il risparmio energetico maggiore si ottiene se l'abitazione è occupata nell'intero arco della giornata (case di riposo, ospedali, etc.). Per chi la casa l'ha occupata unicamente nelle ore serali e mattutine (lavoratori, famiglie moderne, etc.) è necessario utilizzare sistemi radianti con massetto a basso spessore e sistemi di programmazione degli orari di funzionamento, con possibilità di gestione da remoto tramite applicazione su smartphone.
- Spessori del pavimento: i pannelli radianti richiedono uno spessore supplementare 7–10 cm sul pavimento, anche se esistono sul mercato attualmente sistemi che richiedono altezze minori (1 - 4 cm) e di conseguenza portano inerzie più contenute. Per ottenere la massima efficacia, questo tipo di sistema andrebbe realizzato contestualmente alla fase costruttiva dell'abitazione.

Gli impianti a pannelli radianti con massetto ad alto spessore sono caratterizzati dall'avere un'elevata inerzia termica in quanto, per cedere calore, tutta la massa della struttura in cui sono annegati i pannelli stessi deve essere portata alla temperatura di progetto.
In ambienti riscaldati con una certa continuità (e con buon isolamento sotto i pannelli) l'inerzia termica di questi impianti non pone alcun problema e consente:
- un buon adeguamento dell'impianto alle condizioni climatiche esterne;
- interruzioni o rallentamenti di funzionamento, con tempi di attivazione e disattivazione dell'impianto che vanno normalmente anticipati di due ore.

Per contro in ambienti riscaldati solo per brevi periodi (ad esempio case di fine settimana) l'inerzia termica degli impianti a pannelli ad elevato spessore, comporta sensibili sfasamenti tra i tempi di avviamento e quelli di effettivo utilizzo. Pertanto in questi casi conviene ricorrere a sistemi a pannelli radianti a basso spessore, abbinati ad una gestione di avviamento da remoto dell'impianto termico.

## Pannelli radianti a parete
Questi pannelli radianti vengono installati nelle pareti del locale rivolte verso l'esterno: con questo accorgimento si limitano le dispersioni termiche, dal momento che sotto le tubazioni vengono inseriti gli isolanti, e vengono annullate o ridotte le differenze di temperatura tra pareti calde e pareti fredde. La superficie occupata dalla parte radiante delle pareti dipende dalla temperatura di progetto (più alta rispetto ai sistemi a pavimento), ma in genere varia da 1/3 a 1/2 della superficie calpestabile. Le tubazioni non si estendono oltre i 2 metri d'altezza.
Un altro sistema di riscaldamento è quello a battiscopa. All'interno di uno speciale battiscopa circolano piccole tubazioni (di rame con alettature in alluminio o, meglio ancora, in ottone antistatico) in cui scorre acqua calda. L'aria che entra in contatto con il tubo/alettato si riscalda, esce da una fessura superiore del battiscopa e sale lambendo la parete e data la bassa temperatura e bassa velocità di salita, rimane appoggiata alla parete; quest'ultima a sua volta si scalda in superficie (2/3 mm) ed irraggia calore (come tutti corpi a temperatura superiore a 19 °C) verso l'interno della stanza. Gli arredi possono essere posizionati davanti al listello battiscopa perché trattandosi di calore radiante (cioè trasmesso per vibrazione delle molecole che compongono l'aria) non fungono da paravento ma assorbono parzialmente il calore e lo riflettono.

### Tecniche base di realizzazione
La posa dei pannelli radianti a parete è più semplice rispetto a quelli a pavimento, anche se ne ricalca i principi fondamentali. Sopra la parete viene posato l'isolante su cui vengono fissati i tubi; su questi vengono stesi strati di intonaco cementizio, che li ricoprono completamente. Una rete portaintonaco e la realizzazione della finitura superficiale completano l'opera. La posa del battiscopa radiante è semplice e può essere applicata anche in case abitate, non avendo necessità di opere murarie invasive.

### Vantaggi
Il riscaldamento a parete presenta alcuni vantaggi rispetto a quello a pavimento:
- Installazione più semplice: sono addirittura disponibili sul mercato moduli pre-assemblati o pre-piegati.
- Inerzia termica minore: una volta messe in funzione, le pareti radianti cominciano a riscaldare prima, essendoci meno spazio tra tubo e parete, e circolando acqua a temperatura più alta.
- Benessere più elevato: il corpo umano si sviluppa in verticale e riceve meglio il calore da una parete.
- Possibilità di raffrescamento: i pannelli a parete, con opportune modifiche possono essere predisposti per il raffrescamento estivo, facendo scorrere acqua fredda all'interno delle tubazioni. Per evitare fenomeni di condensa, è necessario tenere sotto controllo l'umidità del locale.

I vantaggi del battiscopa radiante sono: 
- inerzia termica inesistente, quindi rapido riscaldamento
- Benessere e Comfort elevato perché il riscaldamento è avvolgente, come richiede il corpo umano.
- asciugatura delle pareti e quindi eliminazione di muffe
- eliminazione di pulviscoli in movimento, favorevole per allergici, asmatici

### Svantaggi
Bisogna tenere conto anche di alcuni svantaggi:
- Limiti nell'arredamento: ovviamente non si possono mettere mobili voluminosi contro le pareti radianti.
- Bisogna conoscere il percorso delle tubazioni quando si effettuano interventi sulle pareti (es. nel fissaggio di un chiodo per quadri), ma esistono strisce rilevatrici sensibili al calore che individuano ad impianto funzionante perfettamente il passaggio delle tubazioni.
- Insufficienza negli ampi spazi: se il locale è relativamente grande, lontano dalle pareti radianti il calore percepito può risultare insufficiente.

## Pannelli radianti a soffitto
Bisogna distinguere tra due tipologie: i pannelli radianti 'classici' e le termostrisce radianti.
I pannelli radianti a soffitto sono in genere costituiti da moduli metallici o in cartongesso di varia forma appesi al soffitto: si tratta di pannelli a vista al di sopra (o all'interno) dei quali è installato il tubo. Molto più raro è il caso delle tubazioni annegate direttamente nella struttura del solaio. Sono per lo più usati per il raffrescamento (si parla in questo caso di soffitti freddi): infatti le condizioni di benessere ottimale prevedono che la temperatura a livello dei piedi sia lievemente superiore rispetto alla testa. Per questo motivo, nel caso del riscaldamento, le temperature massime ammissibili dipendono fortemente dalla altezza di installazione.
L'altro tipo di riscaldamento a soffitto è quello delle termostrisce radianti, applicate in ambienti molto estesi e con altezze rilevanti, come magazzini, depositi, capannoni industriali, ecc. Si differenziano dai ‘classici’ pannelli radianti visti sopra per la loro limitata area superficiale e le alte temperature di esercizio (anche qualche centinaio di gradi).

### Tecniche base di realizzazione
I pannelli radianti a soffitto più comuni sono composti da moduli dentro cui sono attaccate le tubazioni. I tubi vengono collegati tra loro oppure a dei collettori e sono separati dal soffitto da uno strato isolante; i moduli sono dotati di clips di fissaggio e possono avere una superficie liscia o corrugata.
Nelle termostrisce radianti l'impianto è costituito da un bruciatore esterno collegato a una condotta (a forma di tubo o di nastro), dentro cui passano i gas combusti e che si snoda all'interno dell'edificio.

### Vantaggi
- Trasporto di calore meno ostacolato: il pannello a soffitto non è ostacolato da arredi e non presenta la necessità di intervenire sul pavimento/basamento dello stabile (cosa non di poco conto se si considera la natura costruttiva e il campo di utilizzo dei capannoni industriali, dove sono spesso presenti dei macchinari in numero, peso ed ingombro elevato)
- Veloce messa a regime: grazie alla bassa inerzia termica del sistema, si può azionare con tecniche on/off come un radiatore, pur mantenendo una moderata temperatura
- In raffrescamento è il sistema che garantisce il miglior comfort abitativo

### Svantaggi
- Hot head effect: non si possono superare certe temperature a livello della testa, che creerebbero situazioni di disagio; riferito alle strisce in uso nei capannoni industriali.

## La norma UNI EN 1264
La norma relativa ai pannelli radianti è la UNI EN 1264 ( 'Riscaldamento a pavimento - Impianti e componenti'  per le parti 1, 3 e 4;  'Sistemi radianti alimentati ad acqua per il riscaldamento e il raffrescamento integrati nelle strutture'  per le parti 2 e 5) che si divide in cinque parti:
- UNI EN 1264-1: Definizioni e simboli
- UNI EN 1264-2: Riscaldamento a pavimento: metodi per la determinazione della potenza termica mediante metodi di calcolo e prove
- UNI EN 1264-3: Dimensionamento
- UNI EN 1264-4: Installazione
- UNI EN 1264-5: Superfici per il riscaldamento e il raffrescamento integrate nei pavimenti, nei soffitti e nelle pareti - Determinazione della potenza termica.

Essa si applica solo agli impianti a pavimento per gli edifici residenziali, uffici o altri edifici ad uso corrispondente o simile.
Secondo questa norma, la potenza termica di un impianto viene calcolata secondo una equazione che tiene conto di vari parametri:
q= B* ab* at* au* ad* ΔΘH,
dove: 
- Q è la potenza termica (in W/m²)
- B è un parametro che vale 6,7 W/m² per un tubo con conduttività λ= 0,35 W/(m*K) e spessore s=2 mm
- ab è il parametro relativo al tipo di pavimento (in funzione della resistenza termica del rivestimento del pavimento e della conduttività termica dello strato di supporto)
- at è il parametro relativo al passo tra i tubi (in funzione della resistenza termica del rivestimento del pavimento)
- au è il parametro relativo al ricoprimento (in funzione del passo dei tubi e della resistenza termica del rivestimento del pavimento)
- ad è il parametro relativo al diametro esterno del tubo (in funzione del passo e della resistenza termica del rivestimento del pavimento)
- ΔΘH è il salto termico medio tra le temperature dell'acqua e dell'aria.

Come appare negli esempi che seguono, la norma, oltre alle tabelle con i valori da inserire nei calcoli, riporta anche i limiti di temperatura superficiale del pavimento da non superare.

### UNI EN 1264-2 Prospetto A.12: Potenza termica limite
| Θf,max | Θi | qGmax |                   |
| --- | -- | ----- | ----------------- |
| 29 | 20 | 100   | zona di soggiorno |
| 33 | 24 | 100   | bagni o simili    |
| 35 | 20 | 175   | zone periferiche  |
| - Θf,max temperatura massima della superficie del pavimento (in °C); - Θi temperatura ambiente (in °C); - qGmax flusso termico aerico limite (potenza termica limite) (W/m²) |    |       |                   |

### UNI EN 1264-2 Prospetto A.13: Conduttività termica dei materiali
| Materiali                            | λ    |
| ------------------------------------ | ---- |
| Tubo PB                              | 0,22 |
| Tubo PP                              | 0,22 |
| Tubo PE-X (HD-X, MD-X)               | 0,35 |
| Tubo PE-RT                           | 0,35 |
| Tubo di acciaio                      | 52   |
| Tubo di rame                         | 390  |
| Cemento                              | 1,2  |
| Calcestruzzo                         | 1,9  |
| Calce                                | 0,7  |
| *λ conduttività termica (in W/(m*K)) |      |

## Il rapporto con le allergie
Gli impianti con pannelli radianti aiutano molto i soggetti che soffrono di allergie dovute a polveri o umidità. Gli offrono un miglioramento delle condizioni di vita.
Riducendo le differenze di temperatura all’interno delle stanze si previene la formazione di muffe.
Con gli impianti termici tradizionali si possono invece creare muffe negli angoli freddi o negli intradossi delle finestre.
Gli impianti di climatizzazione con pannelli radianti muovono meno aria rispetto a quelli con radiatori; circolano quindi meno allergeni.
I pavimenti asciutti e caldi costituiscono un habitat ostile agli acari, .
Gli acari proliferano quando in casa abbiamo un livello di umidità piuttosto alto.
Gli edifici con impianti a pannelli radianti hanno un livello di umidità dell’aria inferiore rispetto a quelli riscaldati con i radiatori tradizionali.